# رودبشت (تشهار فريضة)
رودبشت (بالفارسية: رودپشت) هي قرية تقع في إيران في البلدة المركزية. يقدر عدد سكانها بـ 396 نسمة .